# European Silver League femminile
L'European Silver League è una competizione pallavolistica femminile per squadre nazionali europee, organizzata annualmente dalla CEV.

## Edizioni
| Edizione      | Edizione            | Podio                | Podio         | Podio         |
| Anno          | Sede della finale   | Campione             | Seconda       | Terza         |
| ------------- | ------------------- | -------------------- | ------------- | ------------- |
| 2018 Dettagli | Nyköping            | Svezia               | Austria       | Albania       |
| 2019 Dettagli | Mislinja Alexandria | Romania              | Slovenia      | -             |
| 2020          | -                   | Non disputata        | Non disputata | Non disputata |
| 2021 Dettagli | Maribor             | Bosnia ed Erzegovina | Austria       | Slovenia      |
| 2022 Dettagli | Lund                | Svezia               | Portogallo    | -             |
| 2023 Dettagli | Graz                | Estonia              | Austria       | Portogallo    |
| 2024 Dettagli | Santo Tirso Tampere | Portogallo           | Finlandia     | -             |
| 2025 Dettagli | Riga Schönenwerd    | Svizzera             | Lettonia      | -             |

## Medagliere
| Pos. | Squadra              | 1º posto | 2º posto | 3º posto | Totale |
| ---- | -------------------- | -------- | -------- | -------- | ------ |
| 1    | Svezia               | 2        | 0        | 0        | 2      |
| 2    | Portogallo           | 1        | 1        | 1        | 3      |
| 3    | Bosnia ed Erzegovina | 1        | 0        | 0        | 1      |
| 3    | Estonia              | 1        | 0        | 0        | 1      |
| 3    | Romania              | 1        | 0        | 0        | 1      |
| 3    | Svizzera             | 1        | 0        | 0        | 1      |
| 7    | Austria              | 0        | 3        | 0        | 3      |
| 8    | Slovenia             | 0        | 1        | 1        | 2      |
| 9    | Finlandia            | 0        | 1        | 0        | 1      |
| 9    | Lettonia             | 0        | 1        | 0        | 1      |
| 11   | Albania              | 0        | 0        | 1        | 1      |